# Eisheilig
Eisheilig est un groupe allemand de dark rock.

## Histoire
Le groupe est formé en 1998. Il se compose à l'origine du chanteur Dennis Mikus, des guitaristes Till Maiwald et Hardy Zenero, du bassiste Niklas Peternek et du batteur Dominik Sapia. Tous les membres d'Eisheilig avaient déjà joué dans d'autres groupes tels que The Idiots, Die falschen Präsidenten et d'autres. En 1999, les musiciens sortent leur première démo. Grâce à cette démo, le groupe remporte le prix du « Meilleur groupe sans contrat d'enregistrement » dans le magazine Sonic Seducer, se produit au Wave-Gotik-Treffen 2000, et enregistre rapidement son premier album sur Napalm Records, qui reçoit de bonnes critiques,. L'album est souvent comparé au groupe américain Type O Negative en raison de la voix grave du chanteur Dennis Mikus, du heavy doom metal et d'autres similitudes stylistiques. En 2003, le deuxième album Die Gärten des Herrn sort, quelque peu différent du premier, avec des guitares plus en avant et un chant plus versatile et indépendant. L'un des membres fondateurs, Hardy Cenero, a quitté le groupe avant même l'enregistrement de l'album en raison de désaccords profonds. 
En 2006, Eisheilig change de label et signe avec Drakkar Entertainment. Parallèlement, ils sortent l'album Elysium, dans lequel ils changent un peu leur point de référence. La tendance vers un son de guitare plus complexe et plus lourd, déjà perceptible sur l'album précédent, se poursuit ici. La musique est devenue plus rapide et plus puissante, plus proche du style musical de Rammstein. Les paroles du groupe sont très métaphoriques et contiennent beaucoup d'éléments religieux et politiques. Le groupe se produit ensuite aux festivals de rock Wave-Gotik, Bochum Total et Battle of Metal,. En mars 2007, le bassiste Niklas Peternek quitte le groupe. Il est remplacé par le bassiste Marcus Vogler (allemand : Marcus Vogler). La même année, le quatrième album du groupe, Auf dem Weg in deine Welt, sort, plus détendu et romantique. En 2009, le cinquième album Imperium sort, entièrement consacré à la politique, les paroles sont plus directes, le son est sombre et les voix sont agressives, avec une influence notable de Laibach.
Le 9 décembre 2010, le groupe annonce sur sa page Myspace qu'il prend une pause indéfinie. 

## Discographie

### Albums studio
- 2001 : Eisheilig
- 2003 : Die Gärten des Herrn
- 2006 : Elysium
- 2007 : Auf dem Weg in deine Welt
- 2009 : Imperium

### Démos
- 1999 : Eisheilig

### Singles
- 2007 : Kein Land in Sicht